# Rosa Speidel
Rosa Speidel (* 1943 in Batsch-Sentiwan, Königreich Jugoslawien) ist eine deutsche Autorin von Lyrik und Prosa.

## Leben
Rosa Speidel entstammt der Volksgruppe der Donauschwaben. Ihre früheste Kindheit verbrachte sie in dem jugoslawischen Konzentrationslager Rudolfsgnad, in dem „arbeitsunfähige Deutsche“ (Frauen, Kinder, Ältere) interniert waren. Anschließend besuchte sie für fünf Jahre eine Schule in Serbien. Seit 1954 lebt sie in Deutschland. Die gelernte Fotolaborantin und Fotografin ist freie Mitarbeiterin bei mehreren regionalen Zeitungen. Einige ihrer Texte sind in Anthologien und Jahrbüchern für moderne Gedichte im In- und Ausland erschienen. Sie ist Mitglied im Vorstand des Vereins für deutsche Kulturbeziehungen im Ausland (VDA), Arbeitskreis Stuttgart.
Speidel schreibt seit ihrer Jugend Gedichte und seit 2002 auch Prosa, Kurzgeschichten und Erzählungen. In ihren Romanen verarbeitet sie die Geschehnisse ihrer Kindheit. Die Autorin lebt in Talheim, Landkreis Heilbronn.

## Veröffentlichungen
- Prügelmädchen: Kindheitserinnerungen an ein Internierungslager, Literareon Verlag, 2006, ISBN 3-83161-266-8, 121 S.
- Nebelwind und Wellenherzen: lyrische Collagen, Literareon Verlag, 2009, ISBN 3-83161-447-4, 163 S.
- Überdosis – Roman: Wi(e)der das Vergessen, novum publishing, 2011, ISBN 3-85022-997-1, 352 S.

## Auszeichnungen
- Preis der Künstlergilde Esslingen, 2012[6]